# 中道瞳
中道瞳（日语：／ Nakamichi Hitomi，1985年9月18日—），出生於日本京都府城陽市，是一位日本女子排球運動員，2004-2015年效力於東麗箭。身高159公分，體重53公斤，場上位置為二傳。

## 生涯簡介
她生長於體育家庭，是三姊妹中的最年幼的妹妹，母親曾為壘球選手。小學二年級時受到同學的誘導而開始接觸排球運動，五年級之後位置轉往二傳。六年級時，球隊參加「獅子盃」（現FamilyMart全國小學生大會），於準決賽時和擁有大山未希的向日葵俱樂部交手落敗，最後獲得季軍。
就讀當地中學後，仍然表現突出，於是經過他人的撮合至甲良町立甲良中學校進行排球留學。中學三年級學校參加AQUARIUS盃（現全國都道府縣對抗中學排球大會），也在近畿大會上得到不錯的成績。
最後，她如願以求進入排球名校京都橘高校。於此期間，幫助學校女排隊在全國高等學校排球選拔優勝大會首度晉級四強（2003年），並且以京都府代表隊的身分榮獲第58回國民體育大會冠軍。中道回顧高校時期時如此表示：「能夠在比賽中扮演二傳的角色，非常感謝三輪教練（京都高校教練）種種指導。」的想法。
2004年，加入東麗箭，同期選手還包括了濱口華菜里、大山未希。2007年，獲得二傳的先發位置，並協助球隊贏得2008年天皇杯·皇后杯全日本排球選手權大會、2007/08賽季V超級聯賽兩冠頭銜，自己也入選最佳陣容。2008/09賽季在原班陣容帶領下，完成聯賽二連霸，同時該賽季東麗箭亦奪得第58回黑鷲旗全日本男女選拔排球大會冠軍，個人入選大會最佳陣容。2009/10賽季，幫助球隊達成史上首次三連霸功業，及日韓聯賽頂級賽、第59回黑鷲旗全日本男女選拔排球大會冠軍。
2010年，中道瞳正式獲日本排球協會入選至日本女排第二期名單，同年的世界女子排球錦標賽是她以日本女排代表選手出戰國際賽事的處女作，協助國家隊得到睽違32年的世錦賽獎牌。
2011年，以新人為主體所參加的蒙特勒排球大獎賽上領導日本首度獲得該大會冠軍，自身也獲頒MVP的殊榮。9月，入選在臺北舉行的2011年亞洲女子排球錦標賽日本代表隊陣容，最終決賽負於中國，得到亞軍。同年11月的2011年世界盃女子排球賽中，主要以二傳替補的身份於賽事後半段上場。此外，該賽季俱樂部也奪下全日本排球選手權大會、2011/12賽季V超級聯賽冠軍。
2012年6月，入選2012年奧運會代表隊名單。同年8月，奧運半準決賽日本面對中國，她活躍於全場，幫助日本女排相隔24年後再度進入四強，並獲得銅牌。
2013年度開始，擔任東麗箭的隊長。
2015年宣佈退役，並改任東麗箭的助教。

## 生涯
- 生涯簡歷

城陽市立深谷小學校（城陽Junior） → 城陽市立城陽中學校 → 甲良町立甲良中學校（滋賀縣甲良町） → 京都橘高等學校 → 東麗箭（2004年至今）
- 日本女排 - 2010年至今

世界女子排球錦標賽 - 2010年
世界盃女子排球賽 - 2011年
夏季奧林匹克運動會 - 2012年

## 榮譽

### 個人
- 2008年 - 2007-08年度 V.Premier Legaue最佳陣容
- 2009年 - 2008-09年度 V.Premier Legaue最佳陣容、第58屆黑鷲旗錦標賽最佳陣容、第51回近畿綜合選手權MVP
- 2011年 - 蒙特勒排球大獎賽MVP[6]
- 2012年 - 2011-12年度 V.Premier Legaue最佳陣容
- 2013年 - 第62屆黑鷲旗錦標賽最佳陣容、2013年女子世界大冠軍盃排球賽最佳二傳

### 俱樂部
- 2007年國民體育大會 -  冠軍
- 2007年天皇杯及皇后杯全日本排球選手權大會 -   冠軍
- 2007/08賽季V超級聯賽 -  冠軍
- 2008年國民體育大會 -  亞軍
- 2008/09賽季V超級聯賽 -  冠軍
- 第58屆黑鷲旗全日本男女選拔排球大會 -  冠軍
- 2009/10賽季V超級聯賽 -  冠軍
- 2010年天皇杯及皇后杯全日本排球選手權大會 -   亞軍
- 第59屆黑鷲旗全日本男女選拔排球大會 -  冠軍
- 2010/11賽季V超級聯賽 -  亞軍
- 2011年天皇杯及皇后杯全日本排球選手權大會 -   冠軍
- 第60屆黑鷲旗全日本男女選拔排球大會 -  冠軍
- 2011/12賽季V超級聯賽 -  冠軍
- 2012年天皇杯及皇后杯全日本排球選手權大會 -   亞軍
- 第61屆黑鷲旗全日本男女選拔排球大會 -  亞軍
- 2012/13賽季V超級聯賽 -  亞軍

### 國家隊
- 2010年世界女子排球錦標賽 -  銅牌
- 2011年蒙特勒排球大獎賽 -  冠軍
- 2011年世界盃女子排球賽 - 殿軍
- 2012年夏季奧林匹克運動會 -  銅牌
- 2013年女子世界大冠軍盃排球賽 -  銅牌

## 備註
1. ↑  決賽擊敗的對手同樣擁有大山未希的東京都（下北澤成德高校）。
2. ↑  .   [2013-08-21]. （原始内容存档于2010-09-25）.
3. ↑  日本排球協會. .   [2012-06-25]. （原始内容存档于2012-06-27）.
4. ↑  sportsnavi. .   [2012-08-12].[永久]
5. ↑  東麗箭. .   [2013-06-05]. （原始内容存档于2013-11-11）.
6. ↑  .   [2013-08-21]. （原始内容存档于2011-08-11）.

## 外部連結
- FIVB介紹 （页面存档备份，存于） （英文）
- V聯賽球員介紹 （日語）
- 東麗箭女排隊官方網站（页面存档备份，存于） （日語）
- 東麗箭女排選手簡介 - 中道瞳 （日語）
- 倫敦奧運會選手資料 （英文）